# 71-619
71-619 (согласно Единой нумерации. Также известен как КТМ-19) — серия высокопольных трамвайных вагонов с двумя двухосными тележками. Предназначен для перевозки пассажиров как в одиночном режиме, так и в составе поезда из двух или трёх вагонов по системе многих единиц, управляемых машинистом из головного вагона.
Вагон был спроектирован и впервые выпущен в 1999 году Усть-Катавским вагоностроительным заводом имени С. М. Кирова. Серийные модификации 71-619К, 71-619КТ и 71-619А. В декабре 2012 года УКВЗ снял с производства трамваи данной модели в связи с отсутствием заказов; на заводском складе остался последний не выкупленный вагон. Последняя партия вагонов была выпущена для Ульяновска.
Модель 71-619 используется во многих городах России, а также в странах СНГ.

## История создания
В 1993 году Усть-Катавский вагоностроительный завод подписал четырёхсторонний контракт УКВЗ — «Динамо» — «Siemens» — «Duewag» на разработку и сборку двух комплектов электрооборудования и механического оборудования для создания принципиально новой модели трамвая. «Siemens» поставляла комплект оборудования с тиристорно-импульсной системой управления (ТИСУ) и кондиционер, компания «Duewag» поставляла тележки с двухступенчатым подрессориванием «Мега», завод «Динамо» — тяговые электродвигатели и некоторые элементы электропривода, УКВЗ — кузов вагона, механическое оборудование салона и кабины водителя, редукторы для ходовых тележек. Кузов вагона построен на раме ранее созданного серийного вагона 71-608КМ.
Вагоны этого проекта получили серийную модель 71-616 и были впервые презентованы в 1995 году, а затем в 1996 году в Москве. Но ввиду высокой цены многие города утратили интерес к проекту. Ввиду серьёзных замечаний по кузову и электрооборудованию вагоны не были допущены к эксплуатации.
В 1999 году на основе российско-германского проекта было построено два новых вагона из российских комплектующих, — им был присвоен модельный номер 71-619, и один из них был отправлен в город Челябинск, а один в Москву, но из-за низкой надёжности российской ТИСУ вагоны так и не поступили в серию. Позже был разработан вагон 71-619К с РКСУ, который и пошёл в серийное производство.

### 71-616
Первые два прототипа данной серии, вагоны 71-616 с бортовыми номерами 5000 и 5001, ввиду частых отказов были отстранены от эксплуатации. Впоследствии вагон 5000 был переоборудован и отправлен на учебно-курсовой комбинат ГУП «Мосгортранс» в качестве учебной платформы. Вагон 5001 был разобран, а в 2010 году кузов был использован для создания ещё одного учебного вагона. При этом ТИСУ была заменена на РКСУ.

### КТМА

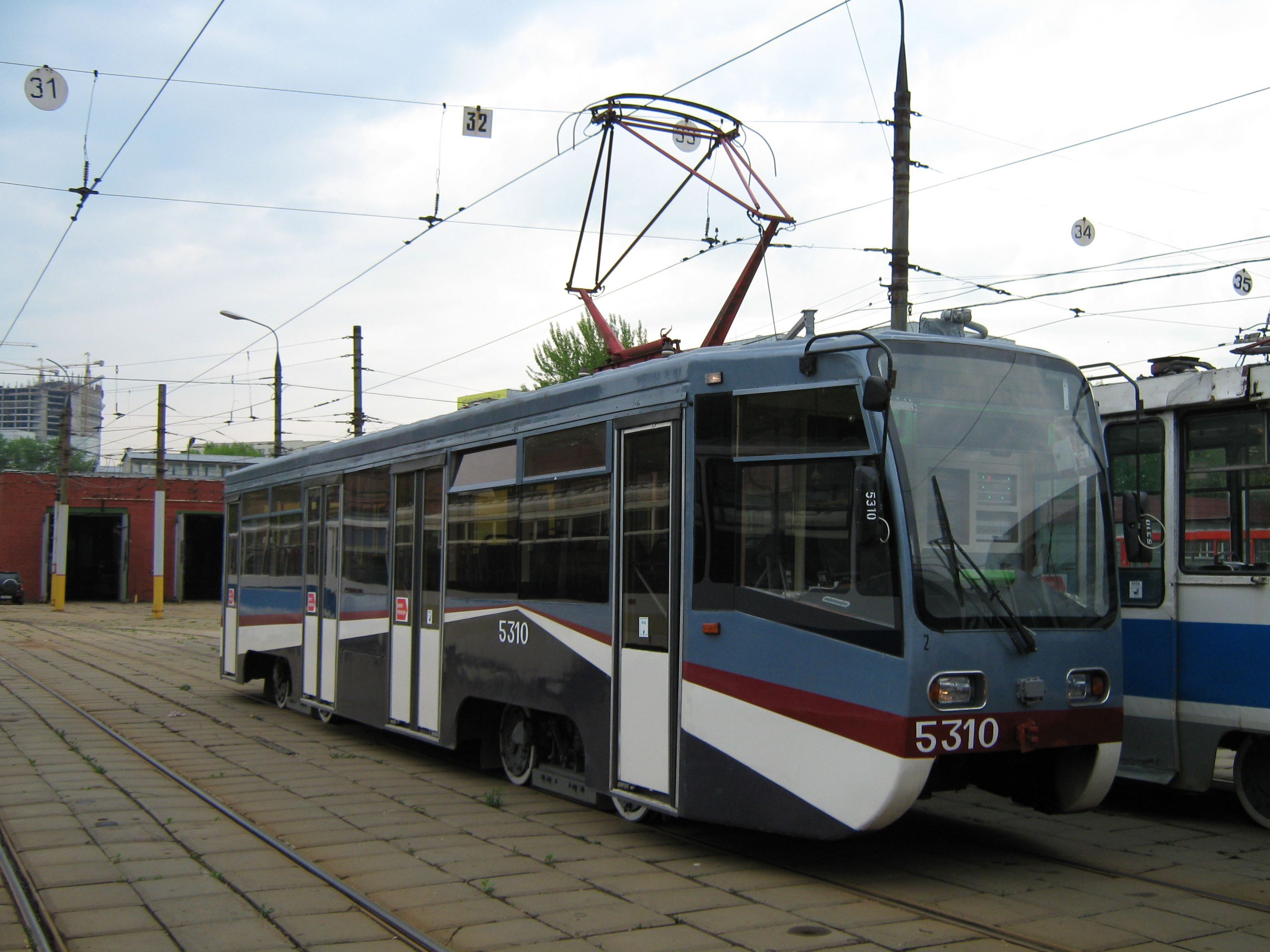
Вагон типа КТМА

Вагон 71-619 поступил в трамвайное депо имени Н. Э. Баумана, где получил бортовой номер 2220, затем передан в депо имени И. В. Русакова, где получил бортовой номер 0003. Из-за частых поломок вагон также был отстранён от эксплуатации и в начале 2005 года отправлен на Тушинский машиностроительный завод. Затем, в феврале 2008 года, он был отправлен на ТРЗ, где на вагоне установили оборудование фирмы «ЭПРО» с асинхронными электродвигателями. Вагон получил новое модельное наименование — «КТМА» — и новую окраску и вновь вступил в строй с бортовым номером 0503 в трамвайном депо имени И. В. Русакова. В январе 2009 года был перенумерован в 5310 и закреплён на 36 маршруте. Потом его передали в трамвайное депо имени Н. В. Баумана, где получил номер 2200.

## Конструкция[9]

### Отличие от предыдущих моделей
В вагоне 71-619 применён ряд усовершенствований по сравнению с предыдущей моделью 71-608. К основным отличиям относятся усовершенствованный пульт управления вагоном, использование системы диагностики с возможностью вывода информации на интерфейс ЭВМ, использование дверей шарнирно-поворотного (планетарного) типа (в модификации для города Челябинска — прислонно-сдвижного типа), применение обогреваемых стёкол кабины водителя.

### Кузов

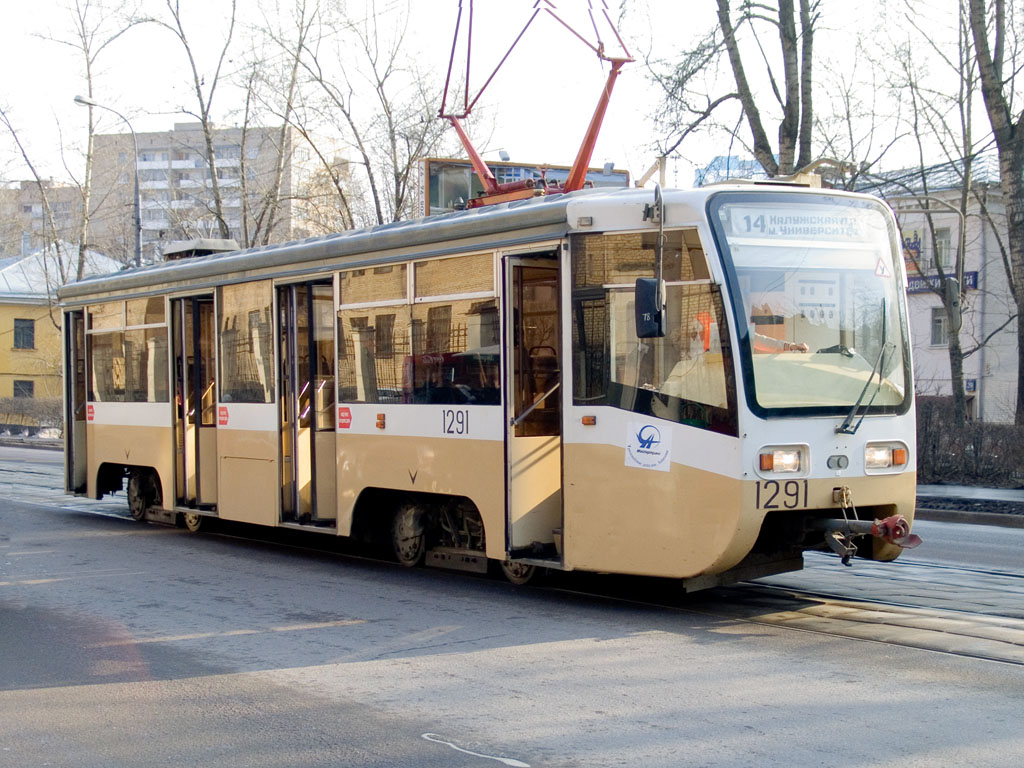
Вид трамвая спереди справа с открытыми дверями

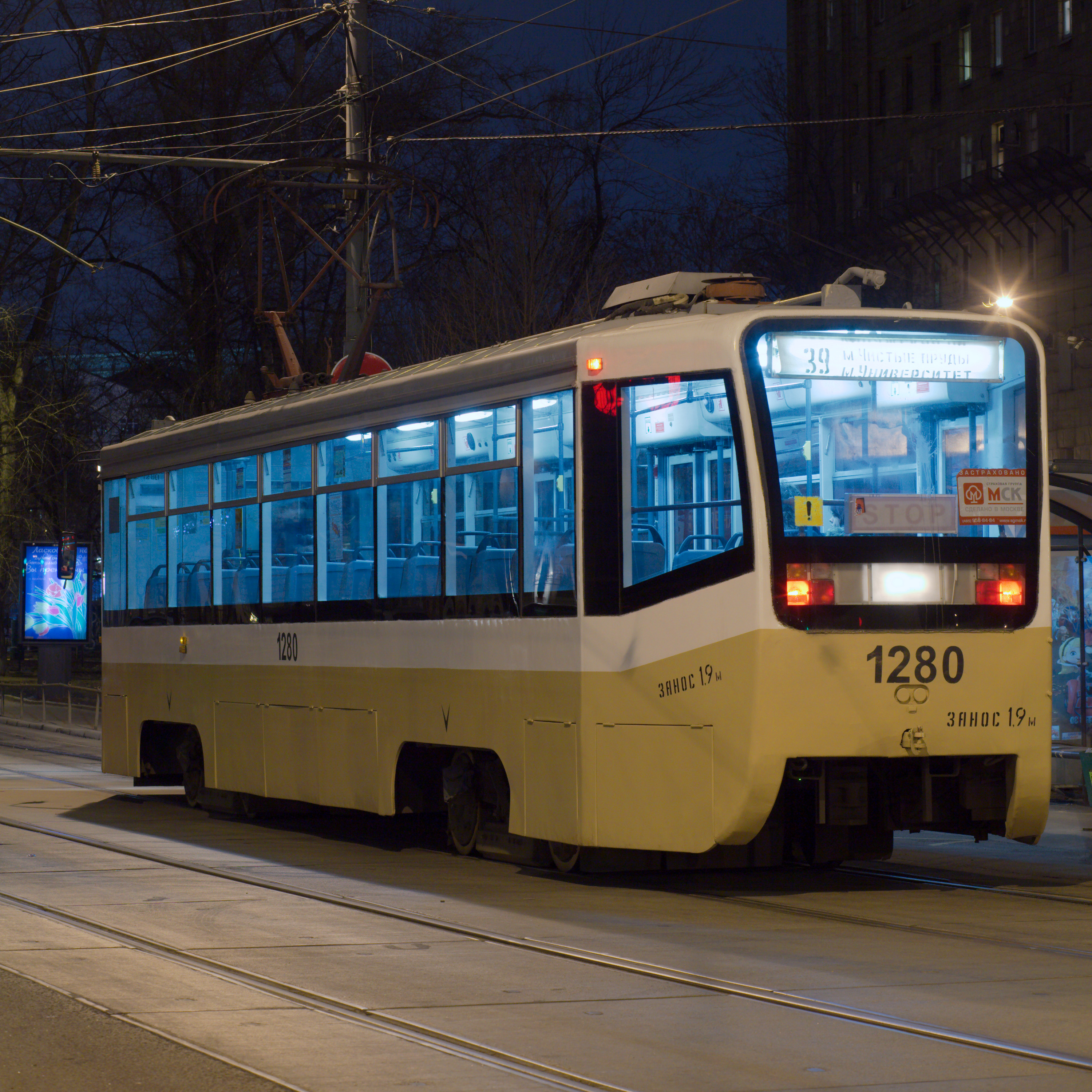
Вид трамвая сзади слева

Вагон имеет металлический сварной кузов рамного типа с сужениями в передней и задней части.
Рама кузова цельносварной конструкции, собрана из стальных профилей. В раму вварены две поперечные шкворневые балки коробчатого сечения с установленными на них пятниковыми опорами. С помощью этих опор кузов опирается на тележки. При прохождении кривых участков пути тележки могут поворачиваться на угол до 15° относительно продольной оси кузова. К раме приварены подножки из нержавеющей стали, а на консольных частях рамы — кронштейны для установки сцепных приборов. Конструкция рамы позволяет поднимать кузов со всем оборудованием четырьмя домкратами.
Передняя и задняя стенка кузова имеют гладкую изогнутую выпуклую форму, близкую к вертикальной, и по ширине несколько уже его основной части. На уровне ниже лобового стекла трамвай имеет две полуовально-прямоугольные фары. Задняя стенка трамвая имеет заднее салонное стекло, ниже его уровня установлено специальное стекло с четырьмя светосигнальными лампами с каждой стороны по краям, которые расположены в форме квадрата относительно друг друга: вверху — оранжевые поворотные по краям и белые заднего хода ближе к центру; внизу — оранжевые хвостовые габаритные по краям и красные тормозные ближе к центру.
Боковые стенки трамвая гладкие и вертикальные, в передней и задней части трамвая имеют изгибы с сужениями. Вагон с правой стороны имеет 4 дверных проёма для входа и выхода пассажиров с поворотными автоматическими дверями: по одному узкому с одностворчатыми дверями в передней и задней части и по два широких с двустворчатыми дверями в середине трамвая. С левой стороны трамвая двери отсутствуют. Каждому широкому дверному проёму справа соответствует расположенное напротив него широкое окно, а узкому дверному проёму — более узкое. Слева боковая стенка в зоне широкой части кузова имеет 9 окон (из них 7 широких, а переднее и заднее — узкое), справа — по два широких окна между одностворчатой и двустворчатой дверями и о одно широкое между двустворчатыми. Все широкие окна снабжены форточками. В зоне сужений боковых стенок спереди и сзади трамвая также имеется по одному окну, в передней части пространство между ними занимает кабина управления.

### Интерьер

#### Кабина управления
Кабина машиниста отделена от пассажирского салона перегородкой со сдвижной дверью. В кабине расположены все основные органы управления вагоном, элементы сигнализации, а также контрольные приборы и плавкие предохранители. В модификации 71-619А приборы контроля и сигнализации заменены жидкокристаллическим дисплеем. В отличие от предыдущих моделей, в модификации 71-619 основные плавкие предохранители были заменены на автоматические выключатели типа АЗС. Кабина оборудована обогреваемыми стёклами, естественной и принудительной вентиляцией, а также обогревом. Управление вагоном осуществляется с помощью контроллера.

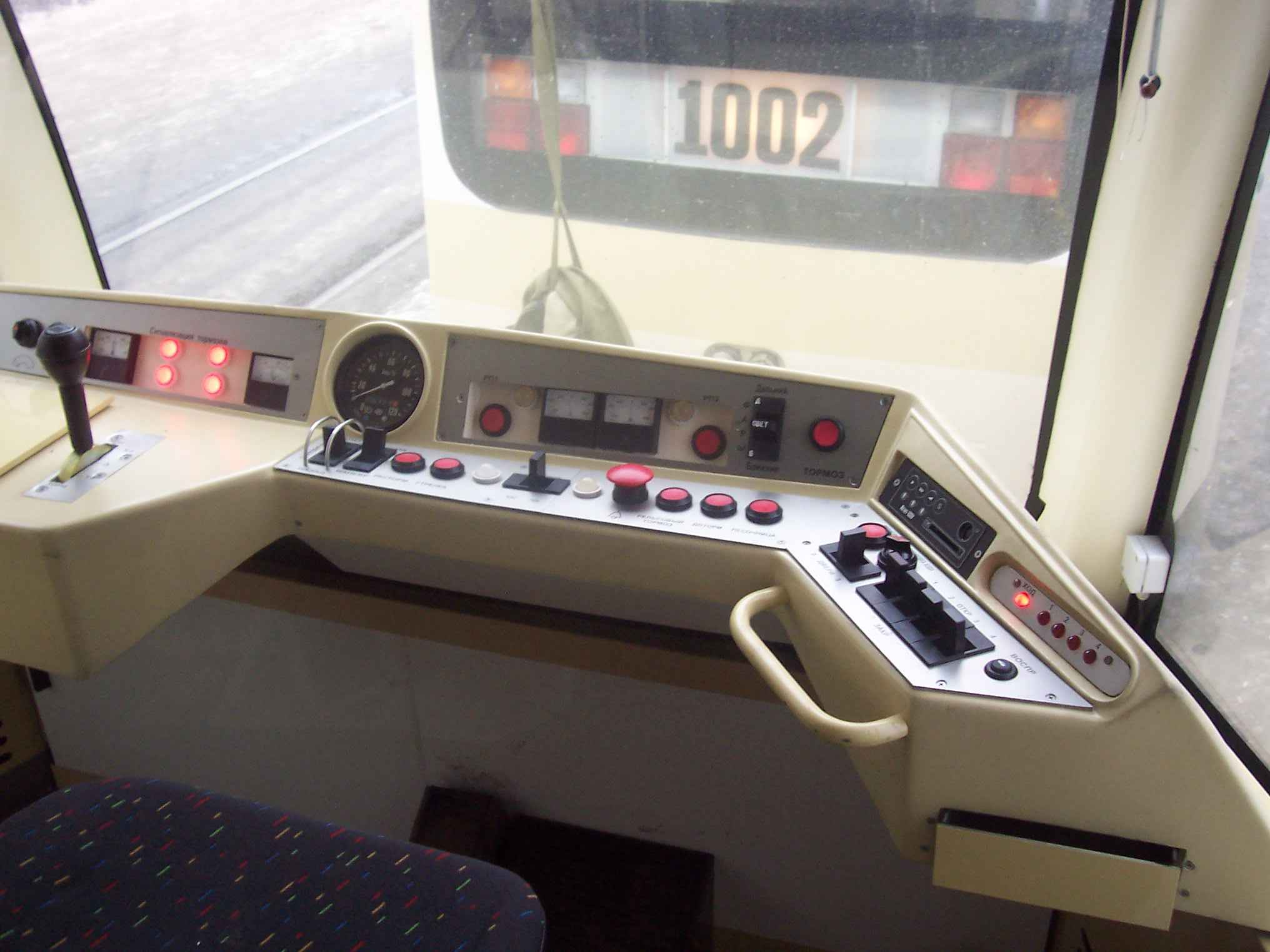
Пульт управления вагона 71-619КТ
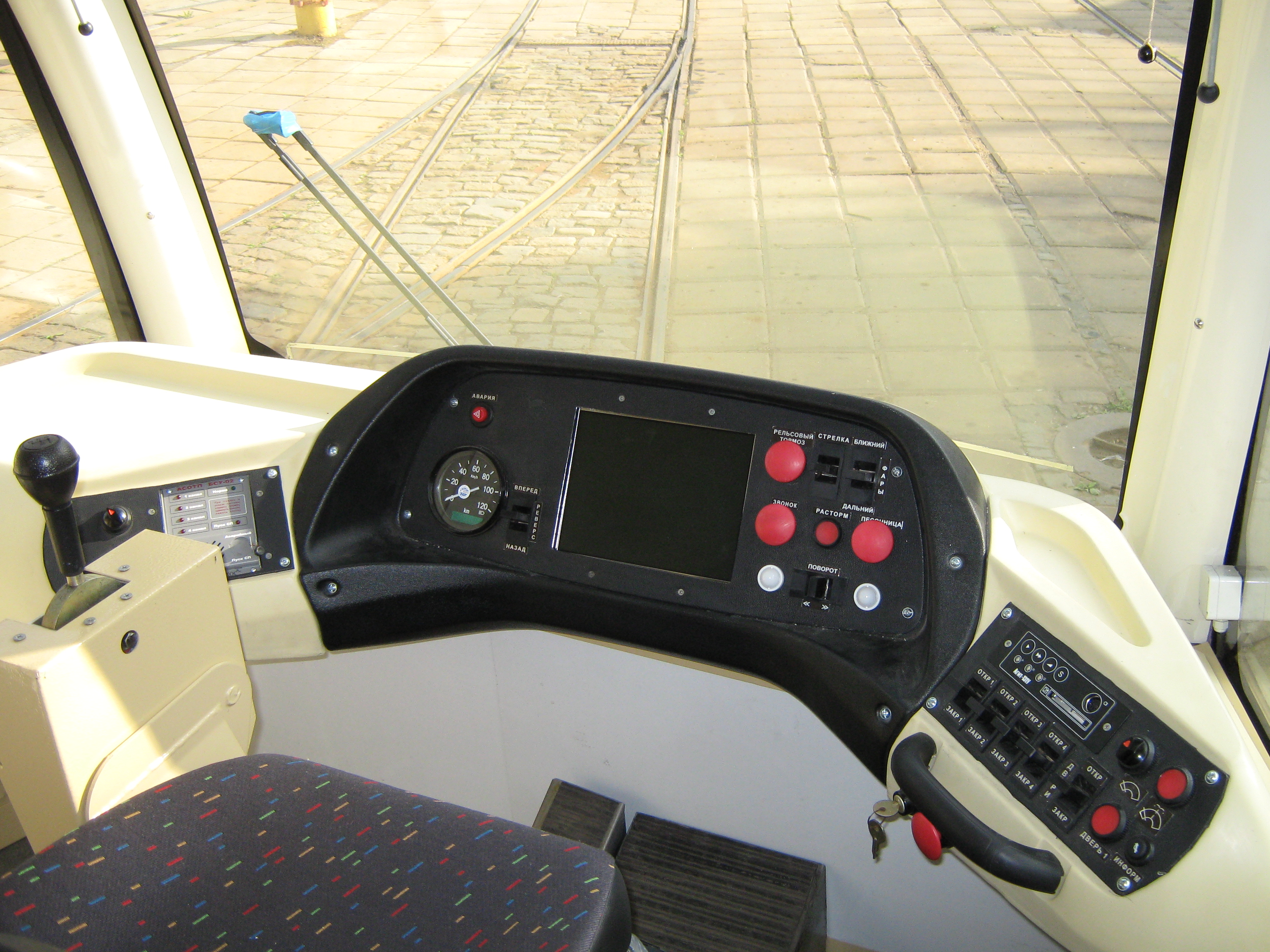
Пульт управления вагона 71-619А

#### Пассажирский салон
Салон имеет хорошую естественную освещённость благодаря большим окнам. В ночное время салон освещается двумя рядами люминесцентных ламп (в настоящее время в процессе технического обслуживания заменяются светодиодными светильниками). Вентиляция салона естественная, с помощью форточек, и принудительная (на вагонах 71-619КТ и 71-619А), с помощью электрической системы вентиляции, включаемой из кабины водителя. В вагоне используются пластиковые сиденья с мягкой обивкой, установленные по ходу движения вагона. С левой стороны установлен один ряд сидений, с правой — два ряда. Сиденья крепятся на металлических кронштейнах, прикреплённых к полу и борту кузова. Снизу сидений находятся электропечи для обогрева салона. Общее количество сидений в салоне — 30 сидений. В салоне имеется четыре двери в комбинации 1-2-2-1, ширина одностворчатых дверей в свету — 890 мм, двустворчатых — 1390 мм.

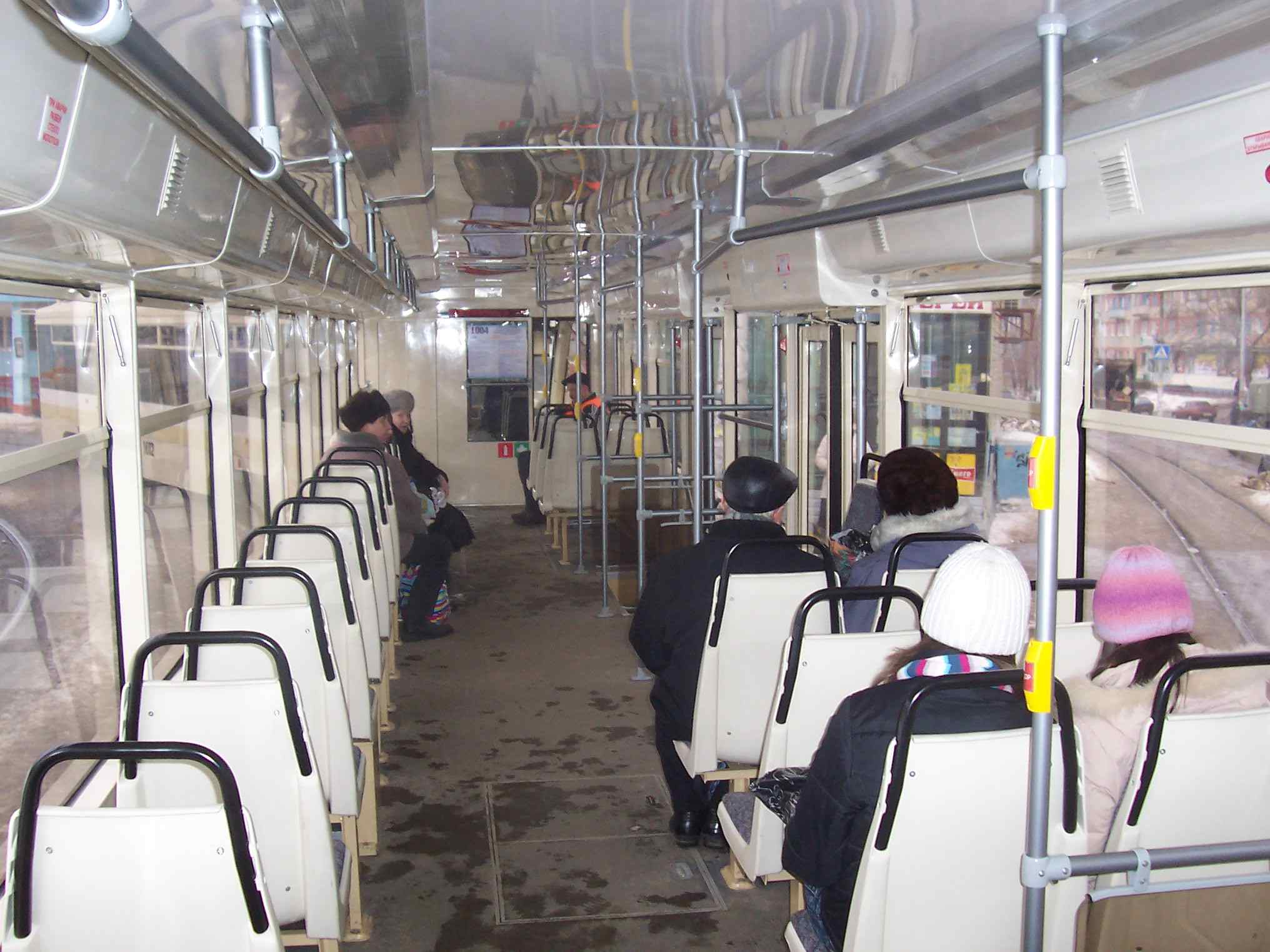
Салон вагона 71-619, вид вперёд
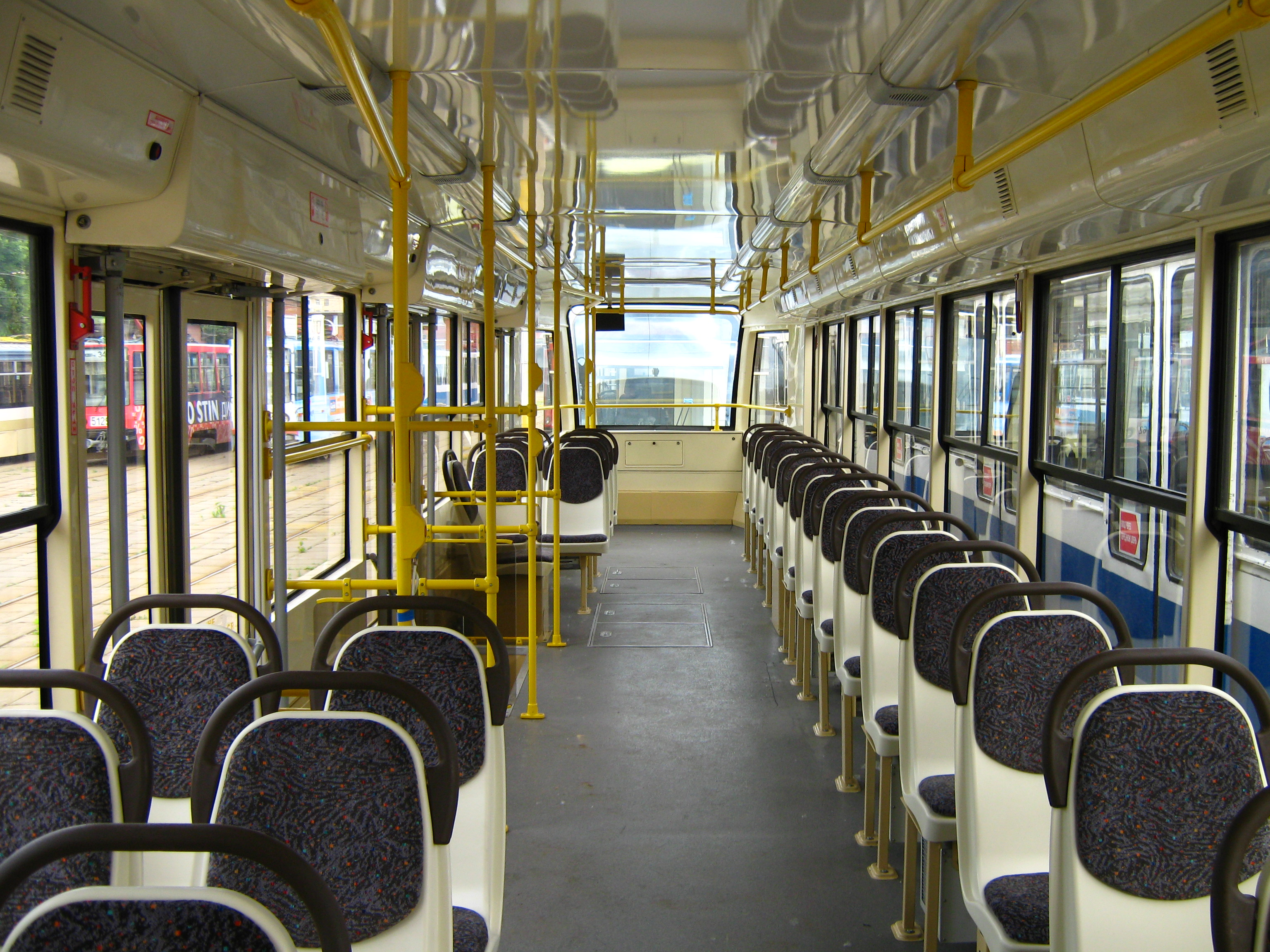
Салон вагона 71-619А, вид назад

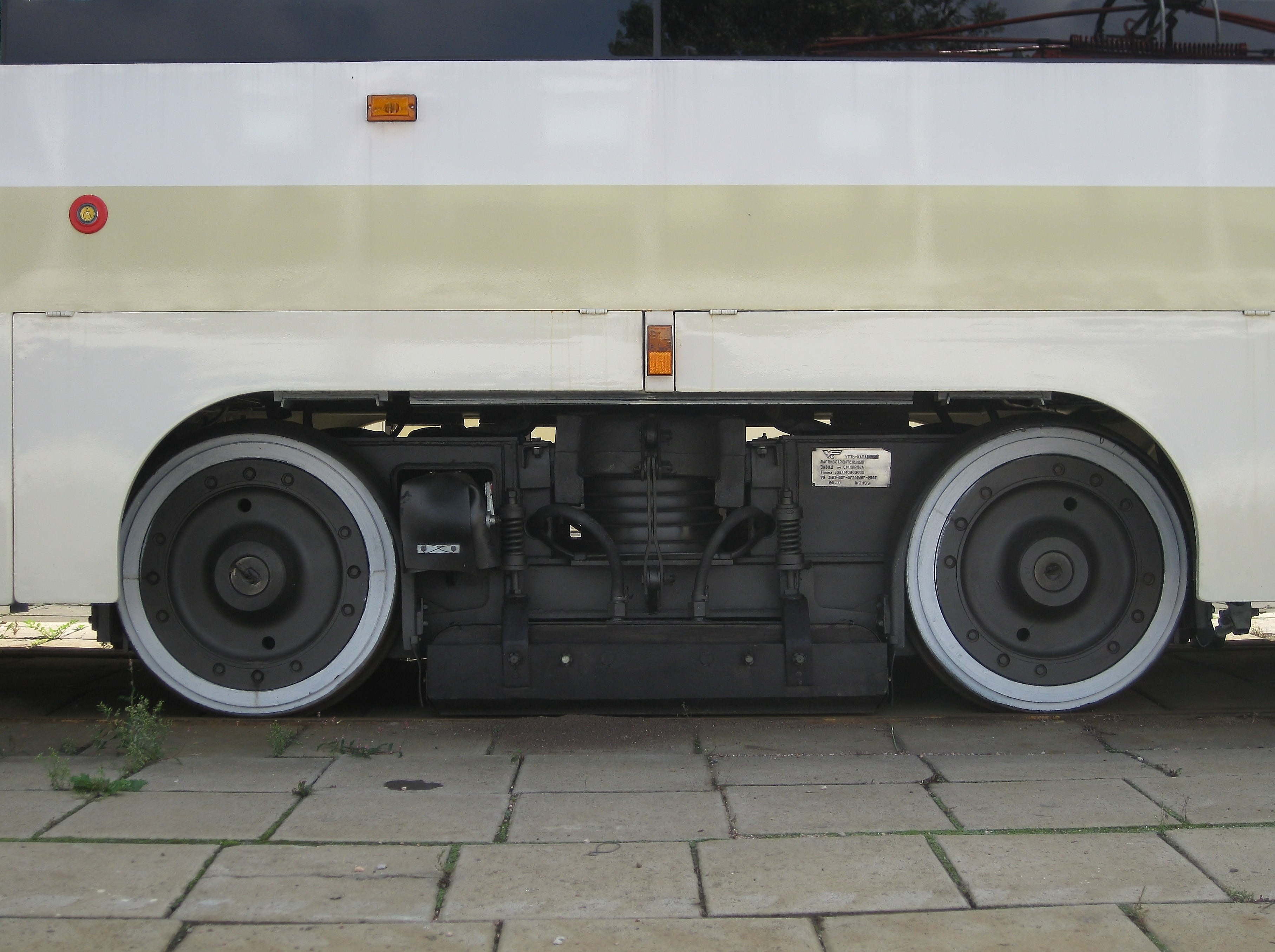
Тележка 608AM, вид сбоку

### Тележки
На вагонах используются две тележки серии 608КМ.09.00.000 (у 71-619А 608А.09.00.000) безрамной конструкции с одноступенчатым подрессориванием. Тележка состоит из двух тяговых одноступенчатых редукторов, соединённых между собой продольными балками, на которые устанавливаются балки крепления тяговых электродвигателей. Передача вращения от двигателя к редуктору осуществляется при помощи карданного вала. Комплект центрального подвешивания состоит из двух амортизационных пакетов, которые устанавливаются на продольные балки, каждый пакет состоит из двух металлических пружин и шести резиновых колец. На амортизационные пакеты устанавливается шкворневая балка, которая крепится к кузову вагона. Для смягчения продольных нагрузок шкворневая балка фиксируется с двух сторон резиновыми буферами. Для обеспечения мягкости хода между тяговыми редукторами и карданными валами устанавливаются эластичные муфты, а между ступицами и ребордами колёсных пар — резиновые амортизаторы.
По состоянию на май 2009 года, выпуск тележек такого типа был сокращён в пользу новых тележек 608АМ.09.00.000, имеющих две ступени подрессоривания. Тележка 608АМ.09.00.000 состоит из сварной рамы, устанавливаемой на колёсные пары через осевые рессоры. Комплект центрального подвешивания аналогичен тележкам 608КМ.09.00.000.

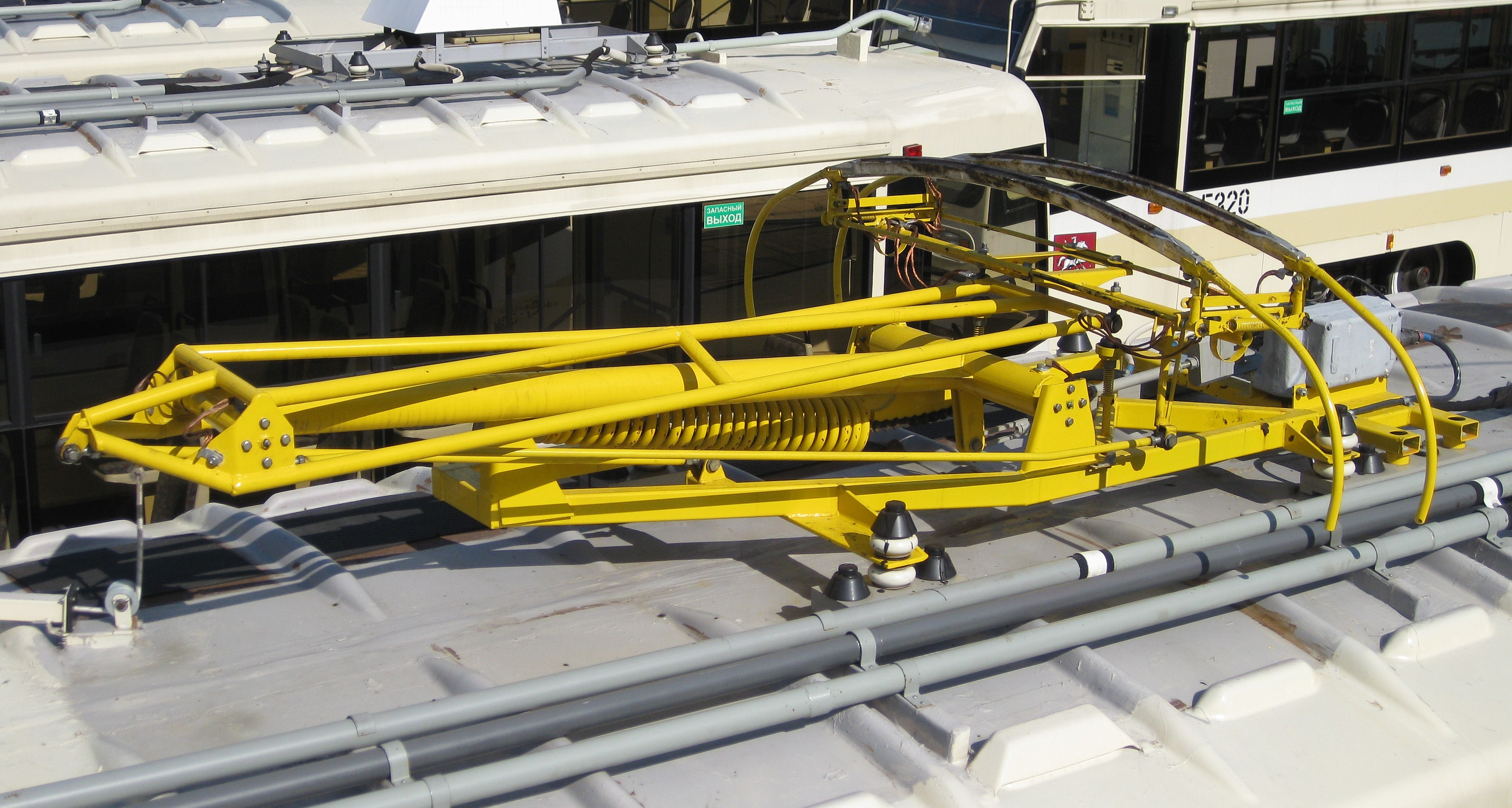
Полупантограф

### Токоприёмник
Изначально на вагонах использовался токоприёмник пантографного типа (обозначение в конструкторской документации — 606.29.00.000). Начиная с середины 2006 года заводом выпускаются вагоны, оборудованные полупантографом, который имеет дистанционный привод, управляемый из кабины водителя. В конце 2009 года УКВЗ разработал и выпустил полупантограф нового образца, конструкцией похожий на «Lekov». Этот новый полупантограф стоит на последних выпущенных вагонах 71-619А-01, 71-623. Некоторые вагоны оборудованы бугелем (в Волчанске).

## Модификации
На базе модели 71-619 существуют следующие модификации:
- 71-619. Комплект ТИСУ МРК-1 производства фирмы «Кросна». В 1998 и 1999 годах построено по одному вагону для Москвы и Челябинска. Вагон для Москвы имел двухстворчатую первую и заднюю дверь, позже их заменили одностворчатыми (в 2008 году переоборудован Трамвайно-ремонтным заводом в модель КТМА). Челябинский вагон оборудован кондиционером, не имеет форточек.
- 71-619К. Реостатно-контакторная система управления, окна с форточками, без кондиционера. Строятся с 1999 года, выпущено 192 вагона.
- 71-619КМ (К-01). Опытный вагон с тележками двухступенчатого подвешивания типа «Меги». Электронное табло «BUSE», деревянные подоконники. В 1999 году единственный вагон отправлен в Казань. На вагоне испробовали новую компоновку салона и тонировку окон, которые и пошли в серию. От деревянного салона отказались. Вскоре тележки заменили на обычные.
- 71-619КС. 71-619К со стажёрской (двухместной) кабиной по заказу Москвы. Выпущены 2 вагона в 2002 и 2003 году. Впоследствии оба вагона переданы во Владивосток.
- 71-619КУ (К-02). 71-619К с тележками для колеи 1435 мм. Построено 17 вагонов по заказу Ростова-на-Дону.
- 71-619КТ. Контакторно-транзисторная система управления производства фирмы «Канопус». Строились с 1999 года, — выпущены 413 вагонов.
- 71-619КТМ (КТ-01). 71-619КТ с тележками типа «Меги». Выпущено 3 вагона с 1999 года для Ижевска, Нижнекамска и Санкт-Петербурга (передан в Волжский).
- 71-619КТУ (КТ-02). 71-619КТ с тележками колеи 1435 мм. Построено 2 вагона по заказу Ростова-на-Дону.
- 71-619А. Оборудован асинхронным тяговым приводом. Построены 214 вагонов.
- 71-619А-01. В отличие от вагона 71-619А комплектуются тележками 608АМ.09.00.000, несколько вагонов оборудованы тяговыми двигателями АТМ225М4У2. Построено 74 вагона.
- 71-621. Укороченный вариант 71-619К для депо им. Апакова и Краснопресненского депо, имевших ограничения по габаритам на некоторых путях. В серию не пошёл, выпущен в единственном экземпляре.
- КТМА. 71-619, оснащённый асинхронной системой производства фирмы «ЭПРО». Собран 1 вагон на Трамвайном ремонтном заводе (Москва) из кузова 71-619 № 00002.

## Происшествия при эксплуатации вагонов
4 мая 2009 года в результате поджога в Москве полностью сгорел вагон 71-619КТ № 2105, принадлежавший трамвайному депо имени Н. Э. Баумана.
19 февраля 2011 года в Магнитогорске сгорел вагон 71-619КТ № 3161, следовавший по маршруту № 7. Возгорание произошло из-за обрыва (вследствие морозов) высоковольтного провода — провод затянуло под колёса. В кабине произошло короткое замыкание и, затем, возгорание. Стеклопластик вспыхнул в считанные секунды, вагон выгорел дотла. Жертв удалось избежать.
27 марта 2011 года, из-за залома полупантографа, на улице Менжинского в Москве сгорел трамвай 71-619КТ № 2111, следовавший по маршруту № 17.
2 июня 2012 года в Перми у вагона 71-619КТ №082 (ныне 279), по предварительной версии, отказали тормоза и заклинило токоприёмник, в результате чего он протаранил автобус и несколько автомобилей. После тарана внедорожника, вагон трамвая сошёл с рельсов, сделал разворот на 270 градусов и остановился поперёк дороги. В вагоне пассажиров не было.
1 ноября 2012 года в Москве сгорел вагон 71-619А № 1139.
31 января 2014 года в Московском трамвайном депо имени Русакова из-за неисправности обогревателя сгорел 71-619А № 5305.
23 июля 2018 года в Курске трамвай 71-619К № 5376 (подаренный городу из Москвы) при подъёме на ул. Красный Октябрь начал скатываться с горки. В результате трамвайный вагон на высокой скорости столкнулся с трамваем Tatra T3SUCS № 7084. Вагон 71-619 получил значительные повреждения, а вагон Татра был полностью разбит. Водитель второго трамвая был доставлен в больницу с переломом ноги.
15 марта 2019 в Саратове сгорел вагон 71-619КТ № 1014 из-за короткого замыкания по сети между пантографом и вв-1, вв-2.
14 ноября 2020 в Саратове сгорел вагон 71-619КТ № 1023 из-за неисправности обогревателя.
16 января 2021 в Магнитогорске на веере депо № 3 сгорел 71-619КТ № 2291 из-за грубого нарушения водителями-перегонщиками инструкций по работе. Через некоторое время пламя перекинулось на рядом стоявший 71-605 № 2135. Оба вагона сгорели дотла.
27 июля 2021 в Курске сошёл с рельсов 71-619К № 5378 на Верхней Луговой улице.
6 июня 2024 в Кемерове в трамвай 71-619КТ врезался трамвай АКСМ-60102, отчего был отставлен из эксплуатации один трамвай. 

## Эксплуатирующие города
Вагоны 71-619 можно встретить во многих городах России, а также стран ближнего зарубежья:
| Страна     | Город            | Эксплуатант                                                         | Количество (всех моделей)                                   |
| ---------- | ---------------- | ------------------------------------------------------------------- | ----------------------------------------------------------- |
| Россия     | Ангарск          | МУП АМО «Ангарский трамвай»                                         | 15                                                          |
| Россия     | Ачинск           | Ачинский трамвай                                                    | 9                                                           |
| Россия     | Бийск            | МУП «Бийскгортранс»                                                 | 1                                                           |
| Россия     | Владивосток      | ОАО «Электротранспорт»                                              | 10                                                          |
| Россия     | Волжский         | ВМУП «Горэлектротранс»                                              | 2                                                           |
| Россия     | Волчанск         | МУП «Волчанский автоэлектротранспорт»                               | 1                                                           |
| Россия     | Златоуст         | МУП — ЗГО «Златоустовское трамвайное управление»                    | 9                                                           |
| Россия     | Иркутск          | МУП «Иркутскгортранс»                                               | 28                                                          |
| Россия     | Кемерово         | ОАО «Кемеровская электротранспортная компания»                      | 44 (1 сгорел)                                               |
| Россия     | Коломна          | ГУП МО «Мособлэлектротранс»                                         | 11                                                          |
| Россия     | Краснодар        | МУП «Краснодарское трамвайно-троллейбусное управление»              | 10 (1 сгорел)                                               |
| Россия     | Красноярск       | КМП «Горэлектротранс»                                               | 4                                                           |
| Россия     | Курск            | ГУПКО «Курскэлектротранс»                                           | 7 (списаны в 2023 году)                                     |
| Россия     | Липецк           | МУП «Горэлектротранс»                                               | 12                                                          |
| Россия     | Магнитогорск     | МП Трест «Маггортранс»                                              | 15 (2 сгорело, 1 разобран на запчасти)                      |
| Россия     | Москва           | ГУП «Мосгортранс»                                                   | 2 (служебные), 1 (музей), не считая передач в другие города |
| Россия     | Набережные Челны | ООО «Электротранспорт»                                              | 4                                                           |
| Россия     | Нижнекамск       | ГУП «Горэлектротранспорт»                                           | 7                                                           |
| Россия     | Нижний Новгород  | МУП «Нижегородэлектротранс»                                         | 39                                                          |
| Россия     | Новокузнецк      | МУП «Новокузнецкий электротранспорт»                                | 18                                                          |
| Россия     | Новосибирск      | МКП «ГЭТ»                                                           | 24                                                          |
| Россия     | Новотроицк       | МУП «НовЭлект»                                                      | 3                                                           |
| Россия     | Новочеркасск     | МУП «Горэлектротранс»                                               | 13                                                          |
| Россия     | Омск             | МП «Электрический транспорт»                                        | 12                                                          |
| Россия     | Пермь            | МУП «Пермгорэлектротранс»                                           | 27                                                          |
| Россия     | Прокопьевск      | МУП «Городское управление жизнеобеспечением» «Трамвайное хозяйство» | 15                                                          |
| Россия     | Ростов-на-Дону   | МУП «Ростовская транспортная компания»                              | 19                                                          |
| Россия     | Салават          | МУП «Трамвайное управление»                                         | 2                                                           |
| Россия     | Саратов          | МУП «Саратовгорэлектротранс»                                        | 23 (2 сгорело)                                              |
| Россия     | Старый Оскол     | ОАО «Скоростной трамвай»                                            | 15                                                          |
| Россия     | Смоленск         | МУТТП «Муниципальное унитарное трамвайно-троллейбусное предприятие» | 20                                                          |
| Россия     | Таганрог         | МУП ТТУ                                                             | 15                                                          |
| Россия     | Томск            | ТГУ МП «Трамвайно-троллейбусное управление»                         | 24                                                          |
| Россия     | Тула             | МКП «Тулгорэлектротранс»                                            | 75 (7 списано)                                              |
| Россия     | Улан-Удэ         | МУП «Управление трамвая»                                            | 30                                                          |
| Россия     | Ульяновск        | МУП «Ульяновскэлектротранс»                                         | 49                                                          |
| Россия     | Усолье-Сибирское | МУП «Электроавтотранс»                                              | 12                                                          |
| Россия     | Уфа              | МУП УЭТ                                                             | 1 (+1 списанная)                                            |
| Россия     | Челябинск        | ООО «ЧелябГЭТ»                                                      | 9 (1 сломан)                                                |
| Россия     | Череповец        | МУП «Электротранс»                                                  | 10 (списаны с поставками новых вагонов)                     |
| Россия     | Ярославль        | АО «Яргорэлектротранс»                                              | 56                                                          |
| Казахстан  | Павлодар         | АО «Трамвайное управление г. Павлодара»                             | 1                                                           |
| Узбекистан | Ташкент          | Ассоциация «Тошшахартрансхизмат»                                    | 30 (3 сгорели), в настоящее время не работают               |
| Украина    | Харьков          | КП «Октябрьское трамвайное депо»                                    | 10 (не эксплуатируются)                                     |

## Фотогалерея

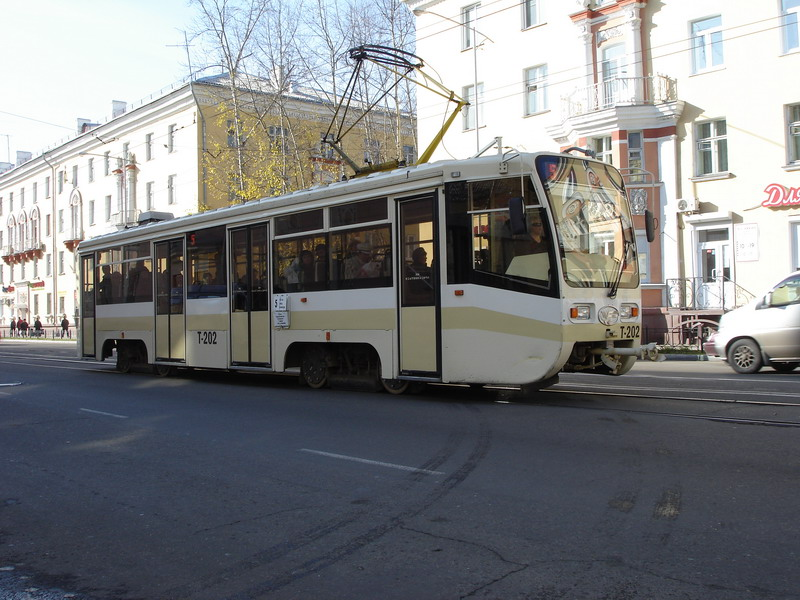
71-619КТ в Ангарске
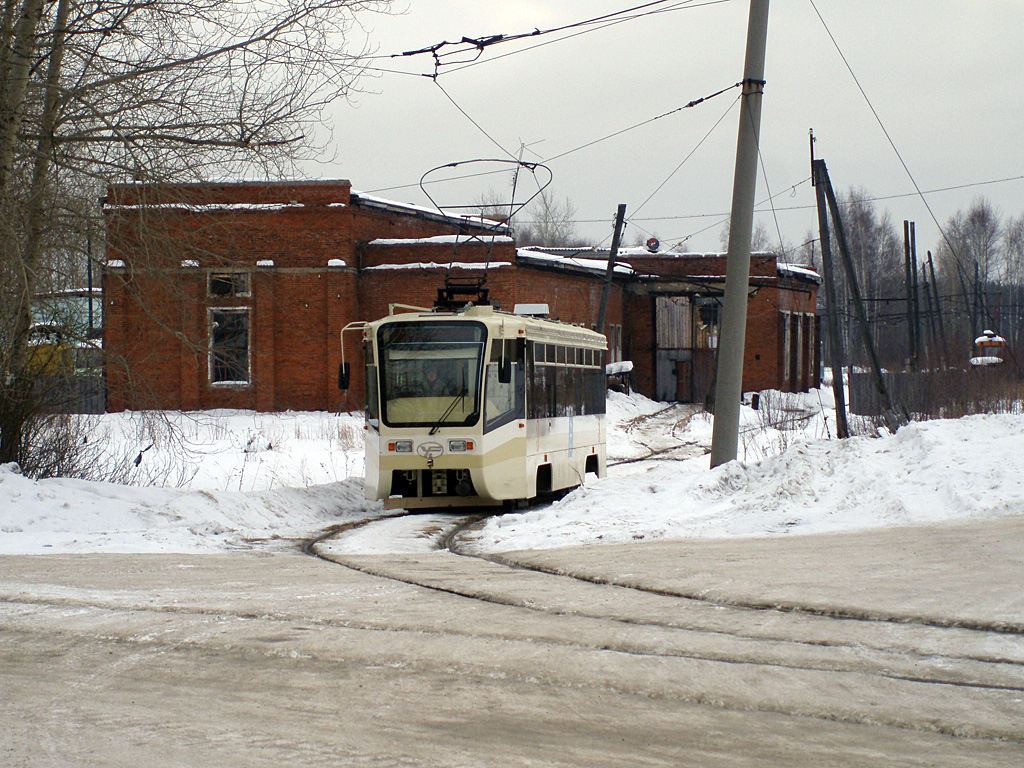
71-619КТ в Волчанске
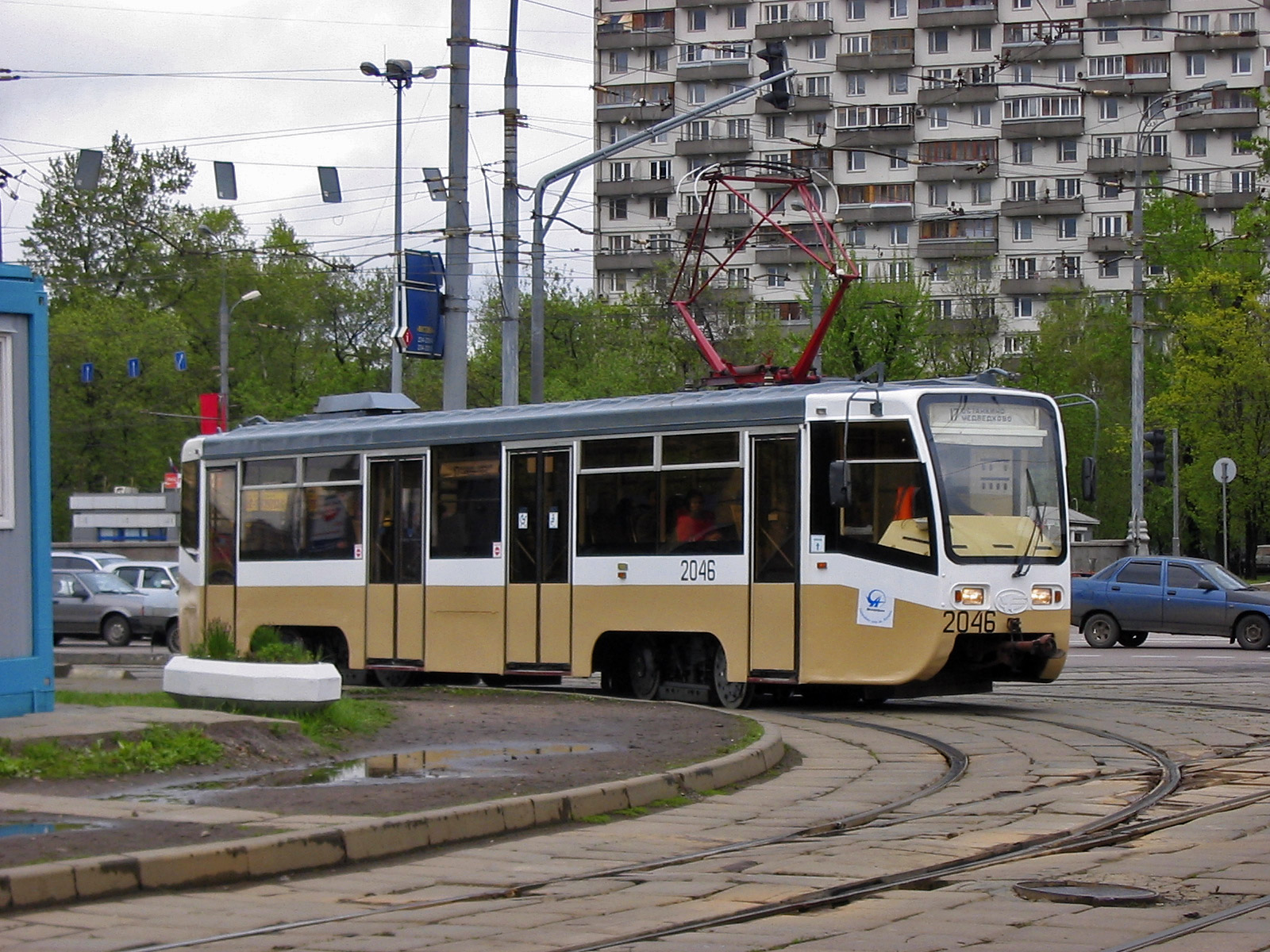
71-619К в Москве
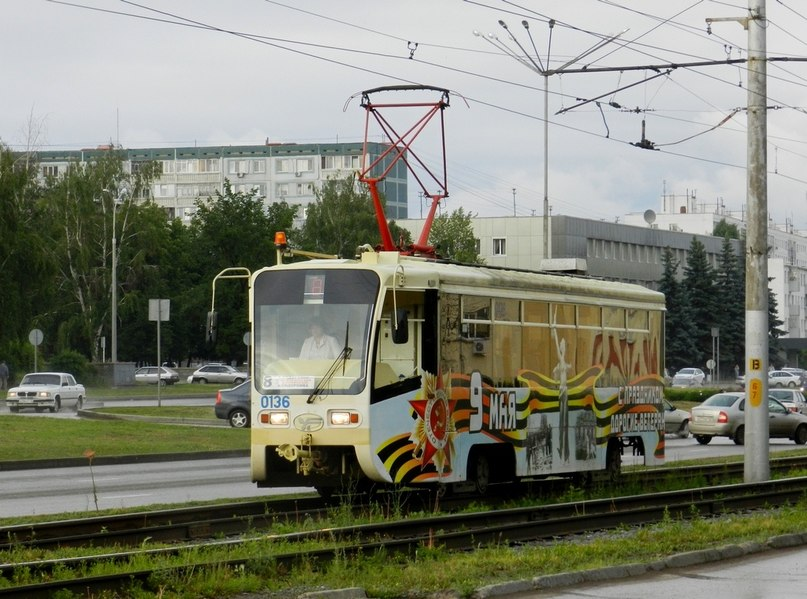
71-619КТ в Набережных Челнах
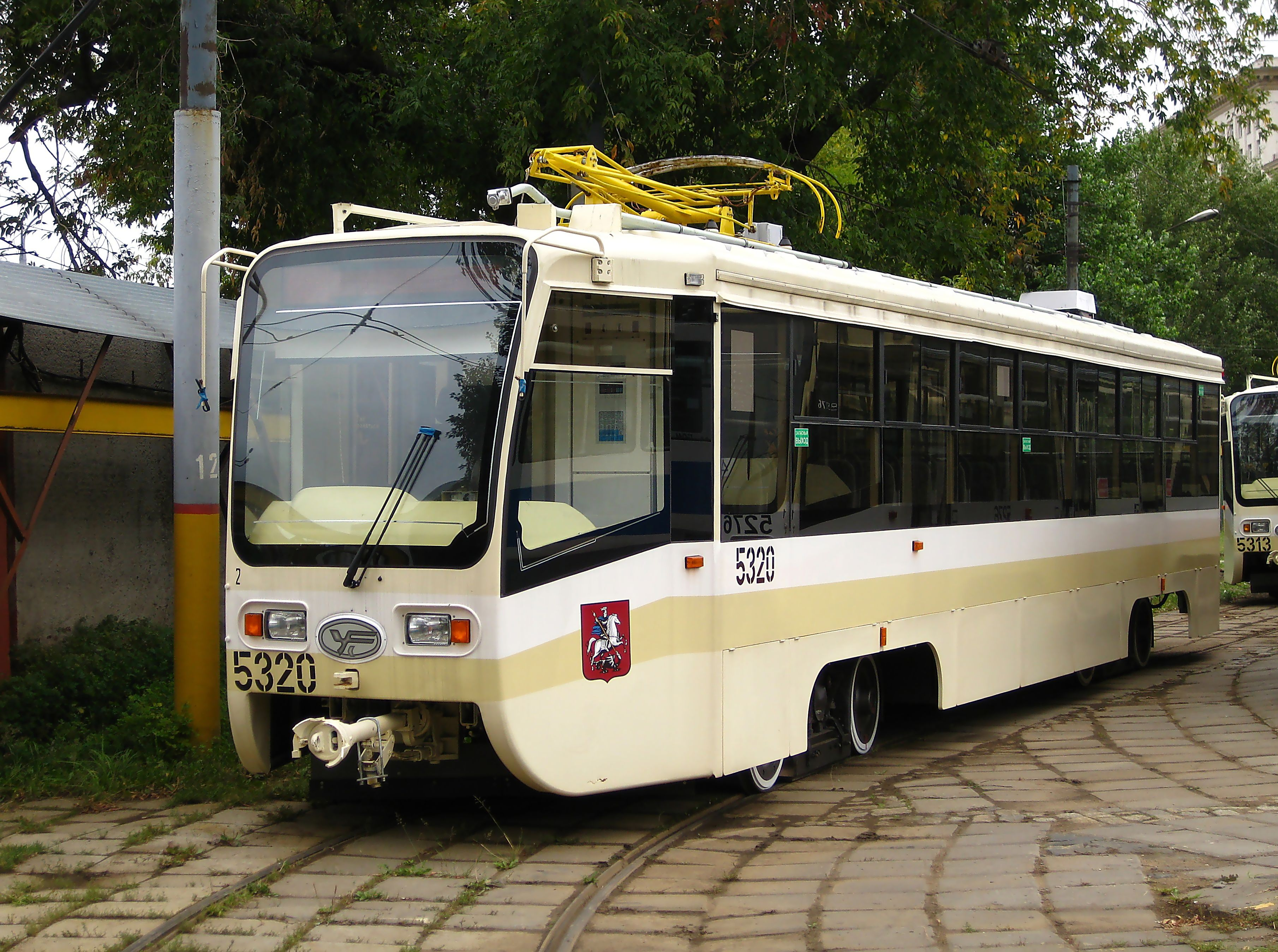
71-619А в Москве (оснащён двигателями мощностью 55 кВт)
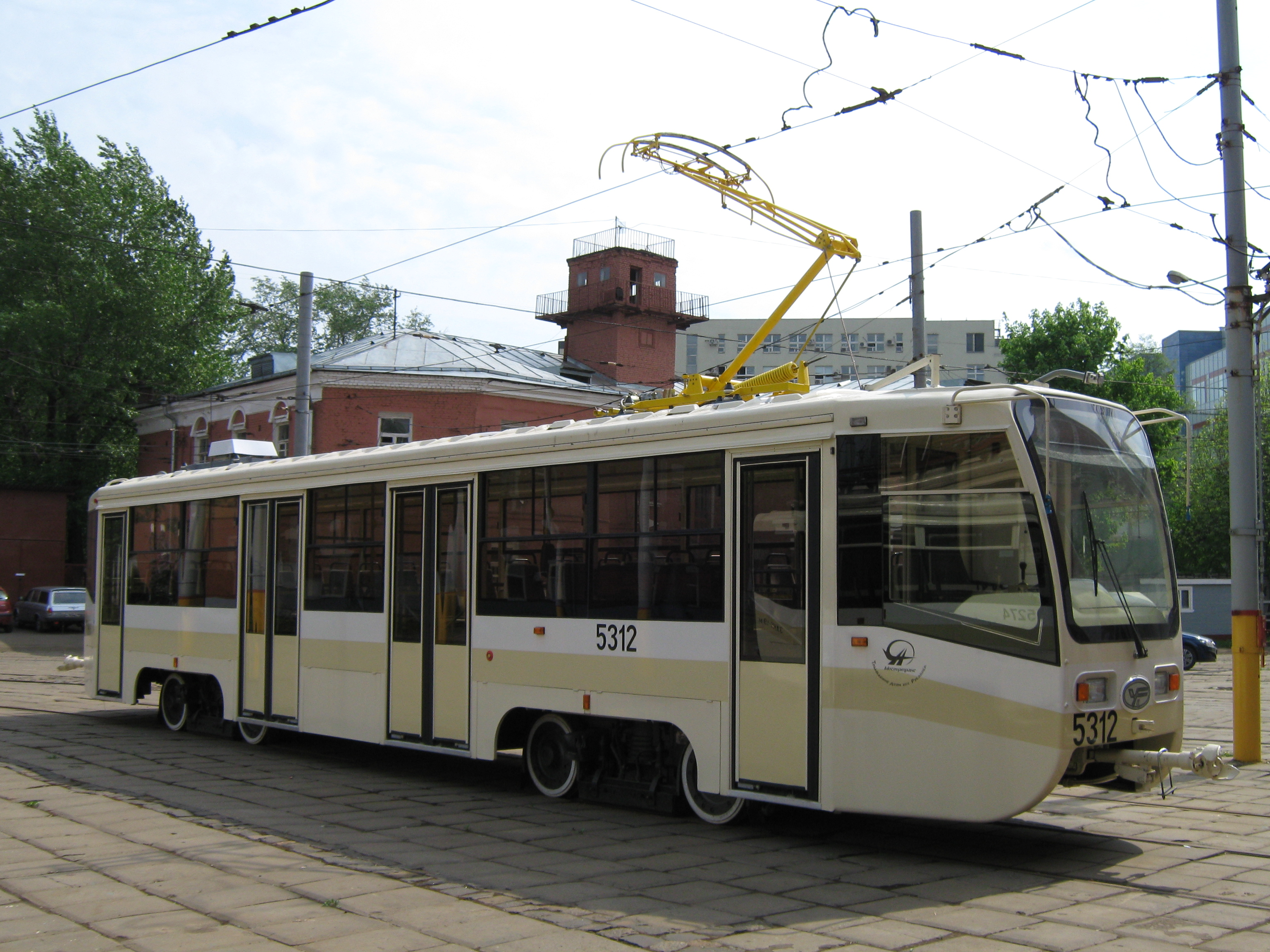
71-619А-01 в Москве
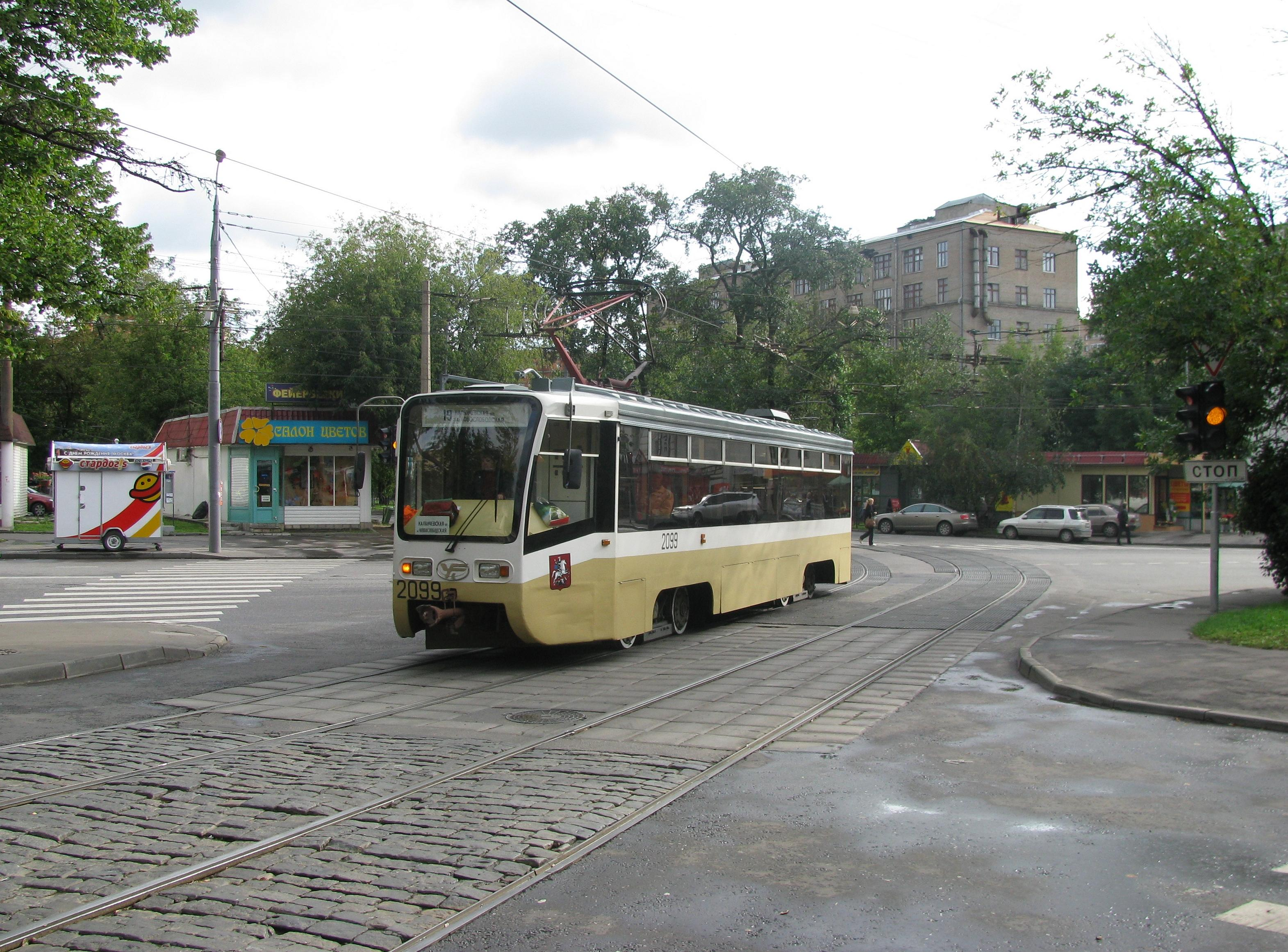
71-619КТ в Москве
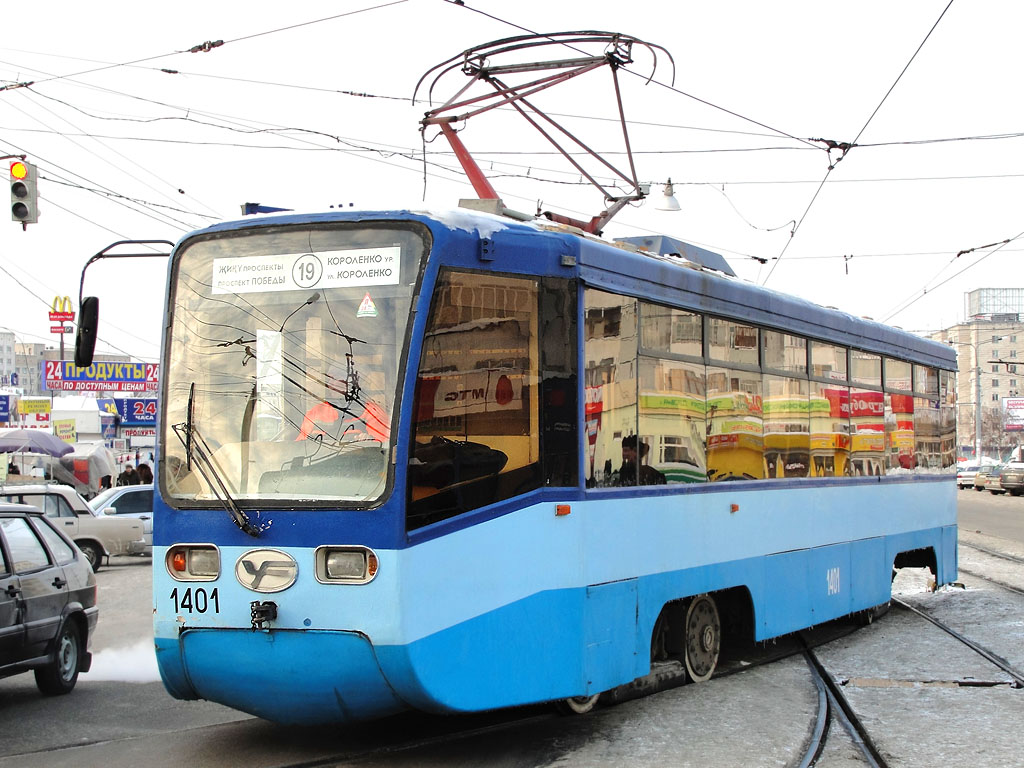
71-619К-01 в Казани
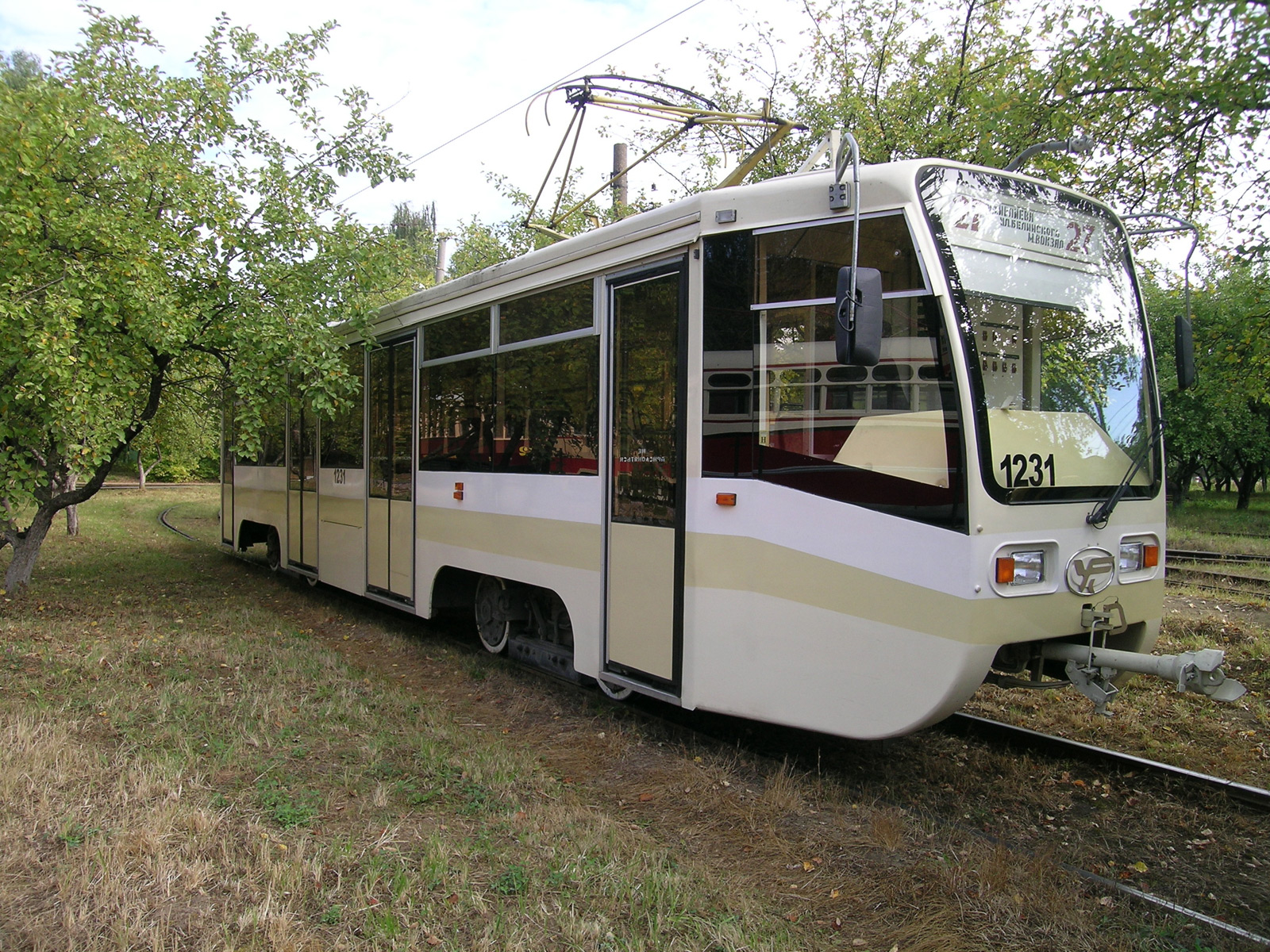
71-619К в Нижнем Новгороде
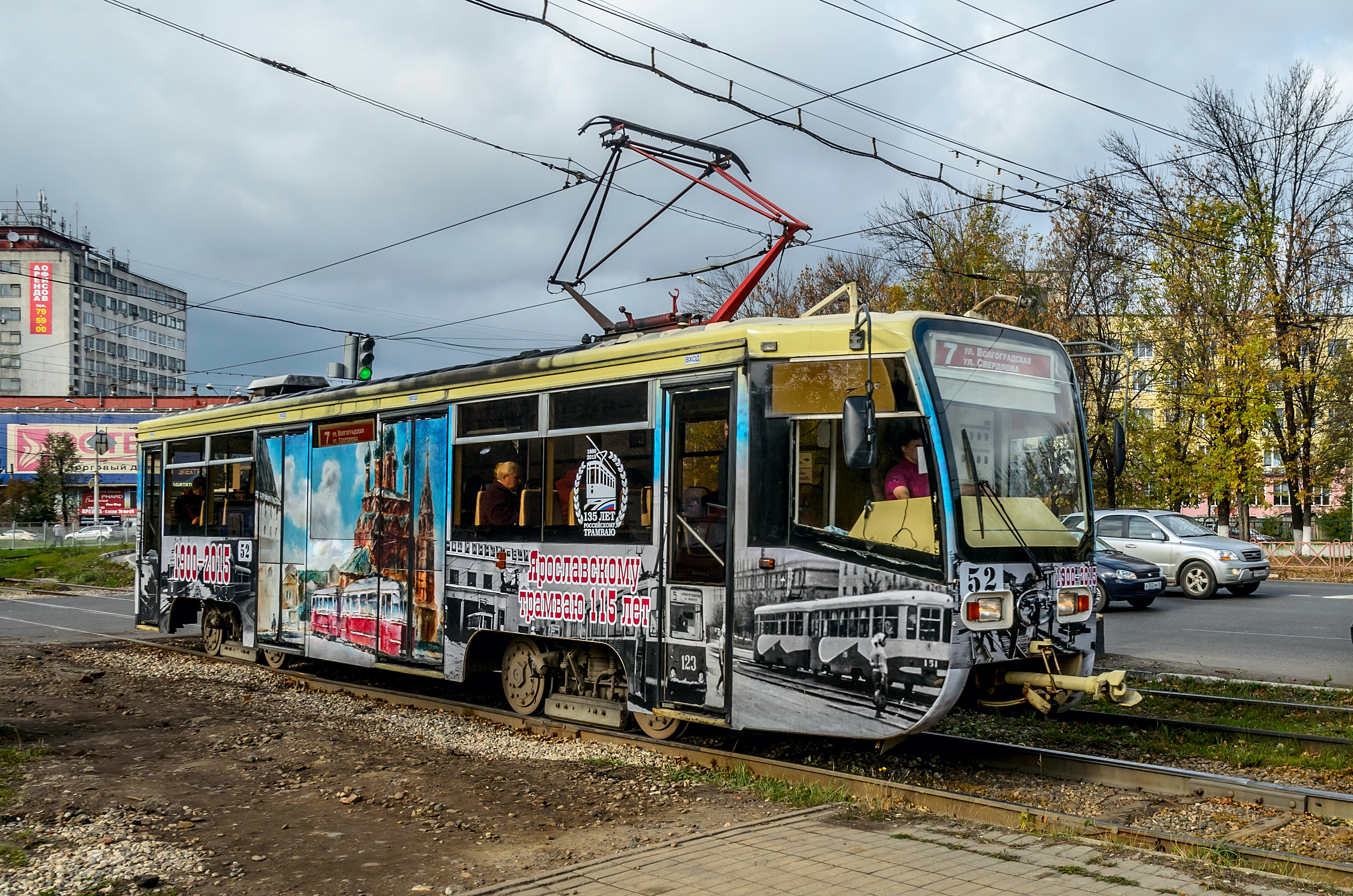
71-619КТ в Ярославле
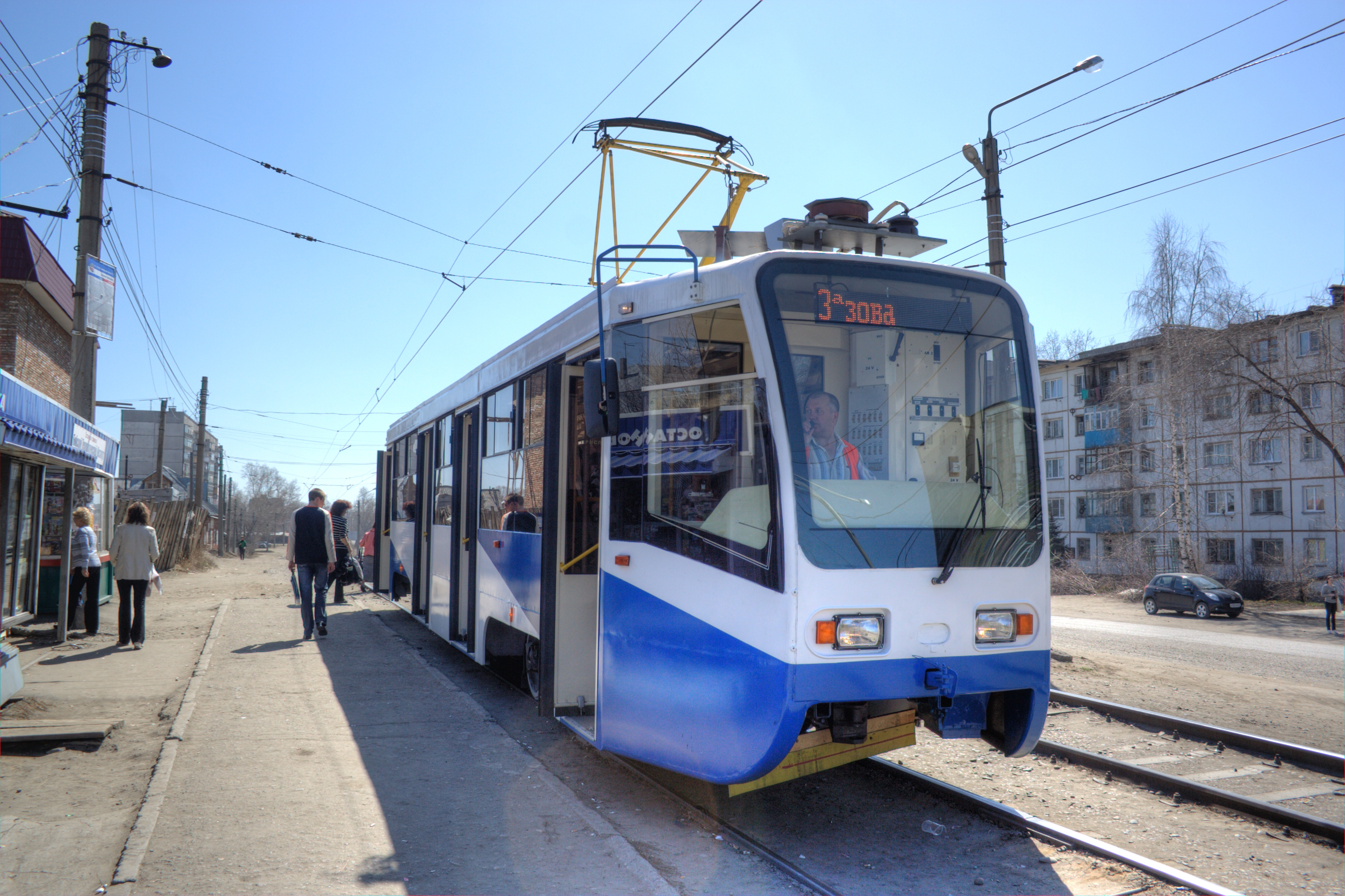
71-619 в Бийске (окраска в цвета «Алтайэлектротранс»)
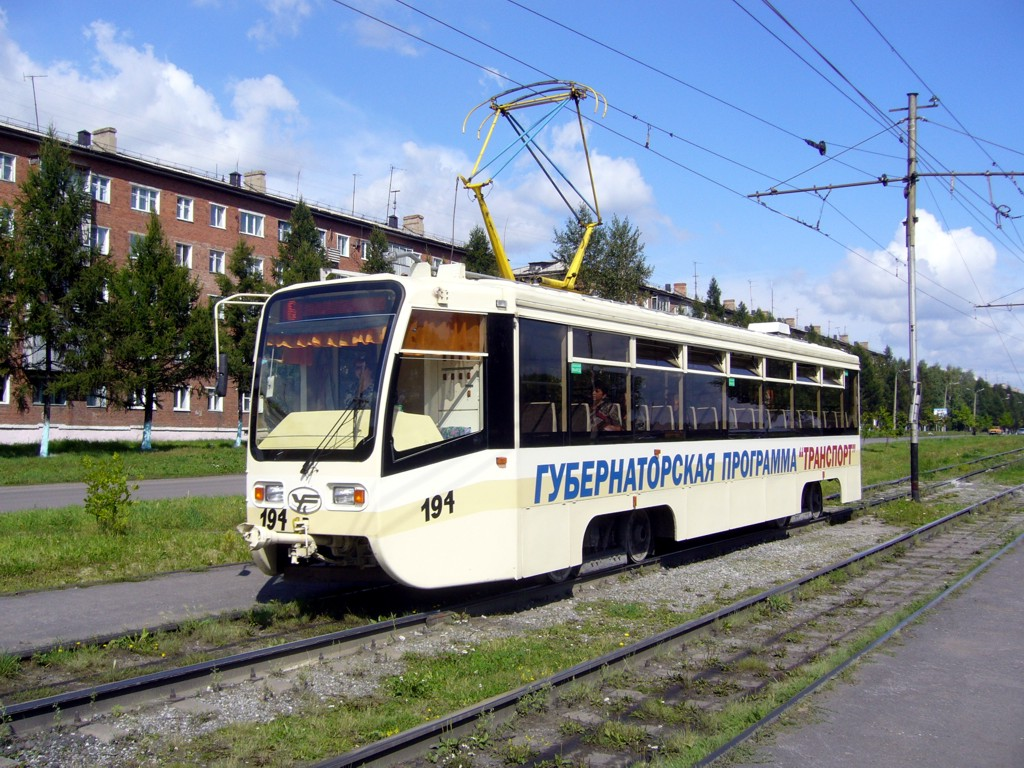
71-619КТ в Прокопьевске
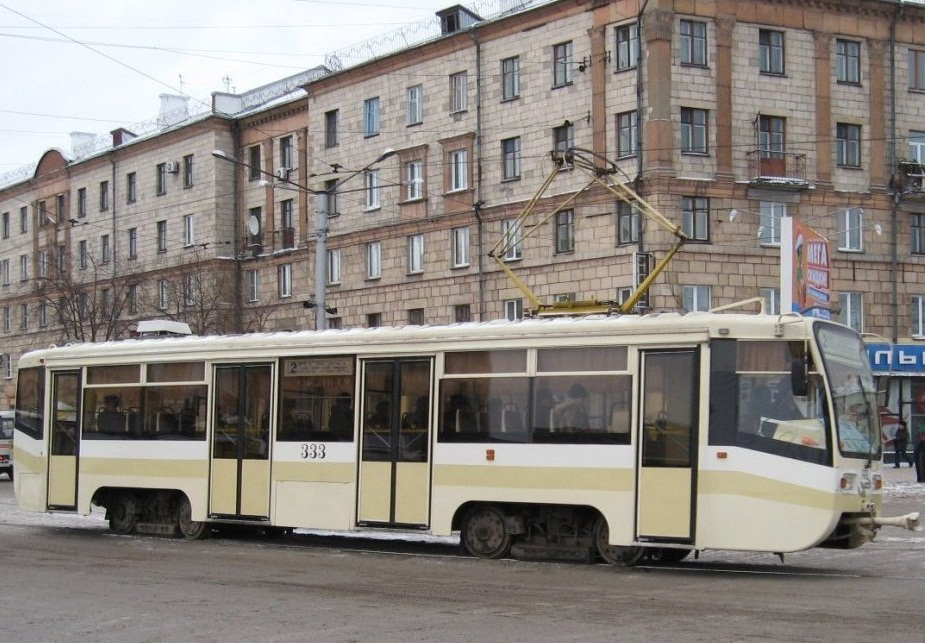
71-619КТ в Новокузнецке
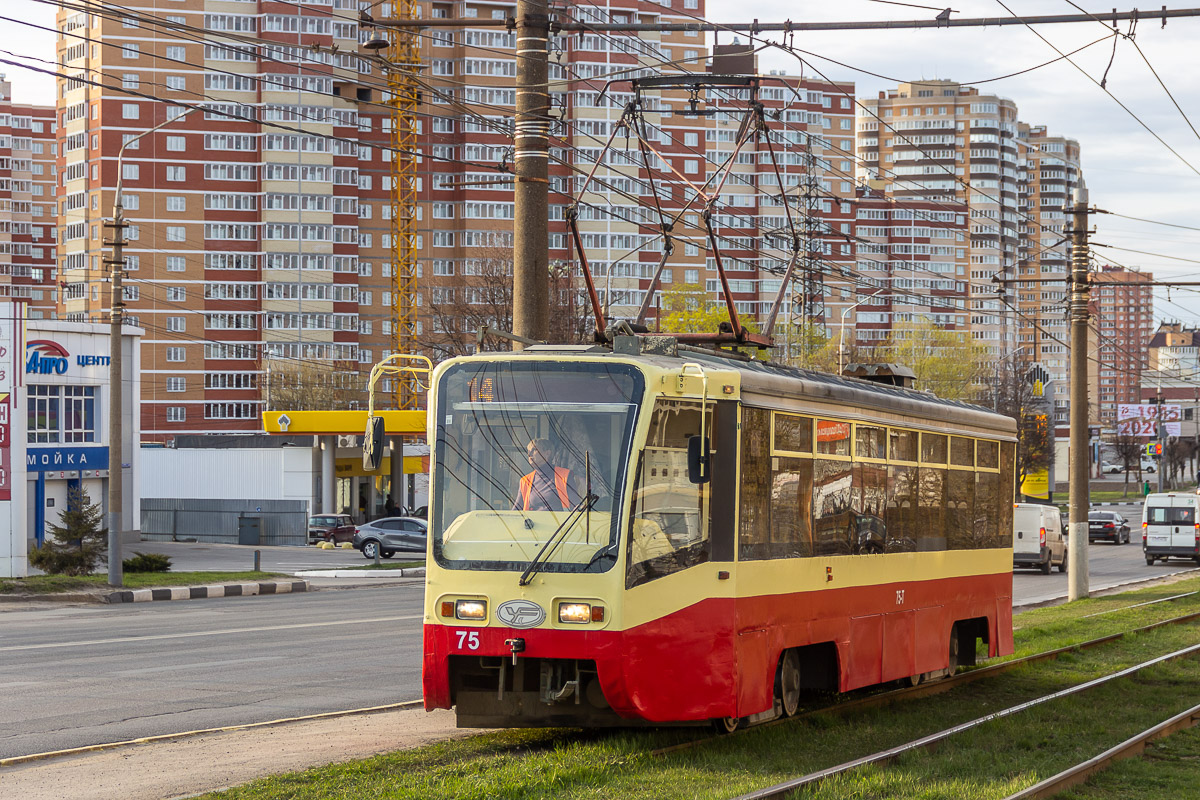
71-619КТ в Туле
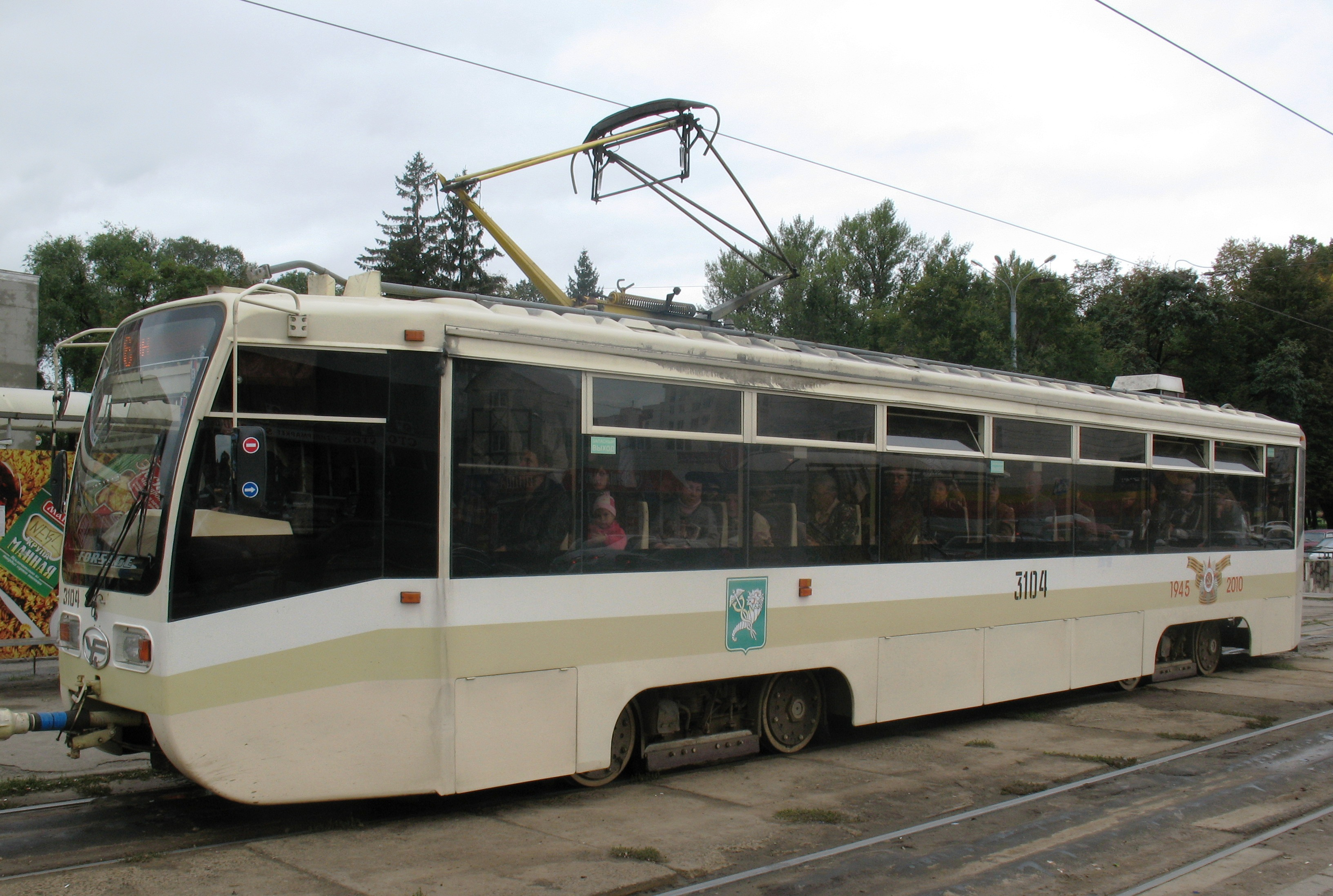
71-619КТ в Харькове